# Оконський ялинник
Оконський ялинник — ботанічна пам'ятка природи місцевого значення. Об'єкт розташований на території Маневицького району Волинської області, ДП «Маневицьке ЛГ», Оконське лісництво кв. 3, вид. 20, на північний схід від с. Северинівка.
Площа — 2,6 га, статус отриманий у 1998 році.
Охороняється еталонна лісова ділянка ялини європейської природного походження віком близько 90 років, що знаходиться на південній межі ареалу.